# 趙文炳 (法學家)
赵文炳（1900年—1954年11月）字文彬、文心、耕之，苏联学名尼古亚，浙江省慈溪县周巷叶亭路南新屋人，祖籍甘肃省通渭县义岗川镇。中国法学家、教育家、书画家、易学家。

## 生平

### 兰州学潮
赵文炳生于一个书香门第。1906年，进入家办私塾，学习四书五经，后聘县内名师教书画及历史故事。1919年，赵文炳自慈溪县中学毕业后，考取甘肃公立法政专门学校（今兰州大学），在校期间阅读《新青年》、《新教育》等刊物，并与思想进步的胡廷珍、苏振甲同学成为好友，共同成立兰州七校学生联合会，仿照北京大学生创办文学社。
1920年春，赵文炳、胡廷珍为办社刚刚从师范回到学校，校方已经停发贫困学生的助学金。赵文炳、胡廷珍、张雅绍首先自己出钱接济最困难的学生，赵文炳和同学胡廷珍带头罢课、上街游行月余，校方最终被迫续发该助学金。但赵文炳和胡廷珍被校方以 “带头闹事，破坏学校秩序，为整顿校纪”为由，开除学籍。赵文炳回到家后，起初遭父母训打，关入家塾，后来父母才得知赵文炳领导学潮是为贫困学生争取助学金，故又安慰赵文炳。赵文炳自此在家务农并自学。

### 从北京到莫斯科
1923年7月，赵文炳经甘肃公立法政专门学校校友会协助，转入北京私立朝阳大学学习。胡廷珍比他早入该校就读。赵文炳在法律系肆业三年，其间办校刊，还成为各种学生社团成员。在校期间，赵文炳多次赴冯玉祥办的今是学校听演讲。暑假期间，赵文炳回到兰州的甘肃公立法政专门学校联络中学及法政学堂学生，赠送进步书刊，宣传马列主义、十月革命，拥护国共合作，打倒军阀。
1925年3月，孙中山在北京病逝。1925年8月，经学校及于右任推荐，并通过全国招考，赵文炳成为京津地区五十名被录取的学生，自上海经海参威到苏联莫斯科中山大学，在该校留学两年。1926年6月毕业后，赵文炳应冯玉祥之召回国，任冯玉祥的政治部参谋，参加北伐战争。1926年9月，冯玉祥宣佈所部全体将士集体加入中国国民党。赵文炳因为“以法治军，善练兵，善双枪，注重校风教育，强调纪律是命脉”而获得冯玉祥赞赏。赵文炳协助冯玉祥在西安成立中山政治军事学院（实为刘伯坚创建的培训学校）。赵文炳兼任该校政治教员。后来冯玉祥下野，赵文炳改与张学良合作。

### 加入国民党
1929年，赵文炳拜于右任为师学习书法。同年经推荐加入中国国民党。赵文炳研究草书及法学。1931年8月，赵文炳任安徽大学教授，与上海的许德珩等人来往密切，还协助上海大学校长于右任创办 “标准草书社”。赵文炳多次赴上海兆丰公园旁边的兆丰别墅，和妻弟叶常青（叶宗寅之子）研习书画。
1933年1月至1944年3月，赵文炳任国民政府第三、四届立法院立法委员。抗日战争期间，1937年赵文炳回到家乡协助吴耕民、吴国昌创办精忠小学，并题写了校牌，还赴姚北的学校督学。1941年，赵文炳自南京经武汉至重庆。在重庆，赵文炳带去的两个大孩子均死于日军飞机的轰炸。1942年春，妻子生下一个女儿后，赵文炳携家于1943年赴广西桂林。不久，日军占领桂林。赵文炳对中国国民党失望至极，申请退出中国国民党。他曾任国立广西大学教授，兼广西兵工机械厂秘书。1943年，赵文炳迁居蒙山县，与饶宗颐、简又文等参与 “黄花学院”教学，三人及何觉等人来往密切。蒙山县文圩镇屯治村的梁羽生（原名陈文统）入饶宗颐在龙头村开办的私塾，并拜简又文、赵文炳为师。1945年1月15日，日军攻占蒙山县城，上述众文人避入蒙山文墟镇屯治村梁羽生家的陈家祖屋，次日逃往六排山中的 “牛矢山房”。

### 晚年
抗日战争胜利后，赵文炳到西北大学任教。1946年9月，赵文炳应于右任之邀，任新疆监察使署副监察使，和新疆省省长张治中等人惩治腐败官吏。赵文炳还参与了张治中领导的新疆问题和平解决。
1947年8月，赵文炳回慈溪县周巷叶亭定居，此后任国立英士大学教授兼法学院院长。同年10月，赵文炳秘密加入中国民主同盟。第二次国共内战末期，他和在上海的立法委员及进步人士联合签名，拒绝赴台湾。
1950年1月，赵文炳赴北京中国新法学研究院学习毕业后，先担任河北省通州师范政治教员，后来担任北京师范大学法学系教授。女儿赵淑慎经卫生部部长李德全（冯玉祥夫人）推荐，在卫生部任职。
1950年，赵文炳参加中国民主同盟北京市支部活动。1950年11月12日《人民日报》第二版刊登了吴晗、胡愈之、罗隆基、马叙伦、柳亚子、周建人、沙千里、赵文炳等联名发表的《抗美援朝保家卫国宣言》。赵文炳还捐献了书画等支援抗美援朝战争。
1951年，赵文炳任江西南昌大学农学院（今江西农业大学）教授。1954年11月，赵文炳突发心肌梗塞，病逝于位于转塘的南昌大学农学院。

## 著作
- 法学概论
- 中苏文化史
- 实政录